# Violador de bloqueio

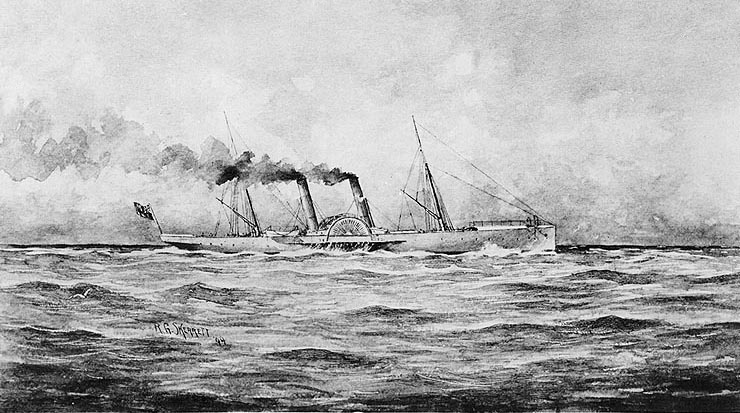
O SS Banshee, rompedor do bloqueio dos Estados Confederados da América durante a Guerra Civil Americana

Um violador de bloqueio é um tipo de navio mercante encarregado de quebrar um bloqueio naval imposto a um estado por uma potência estrangeira, para que possa continuar a comercializar e comunicar com o resto do mundo por mar; embora a forma de emprego o associe a um navio de contrabando, ao contrário de um infrator de bloqueio, é uma unidade oficial do governo de um estado e faz parte de sua frota militar ou mercante.

## História
Exemplos históricos de rompedores de bloqueio são tão antigos quanto as operações de bloqueio naval: exemplos diversos podem ser atribuídos à Guerra do Peloponeso, enquanto Cartago empregou sua frota como rompedores de bloqueio para abastecer guarnições na Sicília desde o cerco pelos romanos.
Durante a Guerra Civil Americana, os confederados fizeram uso extensivo de navios mercantes rápidos como violadores do bloqueio do " Plano Anaconda " Unionista contra os confederados: os violadores do bloqueio mantiveram conexões entre a Confederação e os estados europeus ( Reino Unido e França em particular), exportar algodão confederado em troca de armas e suprimentos, bem como manter as ligações postais dos confederados com o resto do mundo. Um dos rompedores do bloqueio confederado de maior sucesso foi o CSS Advance, uma escuna a vapor que fez com sucesso vinte viagens através do bloqueio da União antes de ser capturada. No total, a Marinha da União capturou aproximadamente 1.100 bloqueadores confederados durante a guerra e afundou outros 355.
Durante a Primeira Guerra Mundial o Império Alemão recorreu a rompedores de bloqueio para lidar com o bloqueio das suas costas pelas potências da Entente, a fim de continuar a negociar com os estados ainda neutros e de manter algumas ligações com as suas colónias em África : os navios mercantes Rubens e Marie von Stettin rompeu com sucesso o bloqueio naval britânico à costa da Alemanha e entregou suprimentos de armas e munições à guarnição da África Oriental Alemã; uma missão semelhante também foi tentada pelo dirigível zepelim LZ 104, que partiu de Yambol, na Bulgária, com destino à África Oriental, mas foi persuadido a voltar a meio do caminho através de falsas mensagens de rádio emitidas pelos britânicos. Um tipo peculiar de rompedores de bloqueio foram os chamados " submarinos mercantes ", grandes submarinos da Marinha Kaiserliche, desarmados e encarregados de entregar carga de e para os Estados Unidos enquanto escapavam da perseguição britânica no Atlântico navegando sob as águas; o submarino Deutschland realizou com sucesso duas viagens de ida e volta aos Estados Unidos, mas após estas terem entrado na guerra contra a Alemanha foi reconvertido para uso militar juntamente com barcos similares então preparados, formando o U-Boot Type U classe 151 de cruzadores submarinos.